# Mario Polak
Mario Nazareno Polak, italianizzato in Mario Polacchi (Trieste, 15 maggio 1919 – Monfalcone, 14 settembre 1991), è stato un calciatore e allenatore di calcio italiano, di ruolo attaccante.

## Biografia
Triestino di nascita, fu costretto ad italianizzare il suo nome in Polacchi dal regime fascista. La sua carriera fu penalizzata da una scarsa professionalità, che gli impedì di rendere sul campo secondo i suoi mezzi.

## Caratteristiche tecniche
Ala o interno di centrocampo, era un ambidestro dotato di un tiro forte e preciso e di una buona attitudine al cross.

## Carriera
Cresciuto nella Triestina, passa in seguito al Piacenza, in Serie C, dove non trova spazio in prima squadra. Rientrato a Trieste, viene poi ceduto alla Biellese e da qui passa al Siena, dove rimane dal 1939 al 1946, con una parentesi nel Carpi durante la guerra. In Toscana si guadagna progressivamente il posto da titolare nei campionati di Serie B, e disputa il campionato di Campionato Misto Bassa Italia 1945-1946, nel quale colleziona 20 presenze e 4 reti.
A fine stagione lascia il Siena per trasferirsi al Cosenza, con cui conclude la carriera disputando cinque stagioni tra Serie B e, dopo la retrocessione del 1948, Serie C, con l'intermezzo di un anno nella Ponziana (o, più propriamente, "Amatori Ponziana") impegnata nel campionato jugoslavo di Prva Liga (16 presenze e 5 reti).
In totale ha collezionato 135 partite e 38 reti in Serie B.
Al termine della carriera allena il Cassino, il Mazara e il Lucera negli anni Settanta.